# Persone di nome Andrew/Cestisti
| Questa pagina contiene informazioni ricavate automaticamente dalle voci biografiche con l'ausilio del template Bio e di un bot. L'aggiornamento è periodico e automatico e ricostruisce completamente la pagina. Se manca una persona in questa lista, sei pregato di non aggiungerla, ma accertati piuttosto che la sua voce biografica contenga il template Bio e che i dati anagrafici siano correttamente compilati. Se il template Bio manca, inseriscilo tu stesso o, in alternativa, metti l'avviso {{tmp\|Bio}} che ne segnala la mancanza. Se i dati riportati sono sbagliati, correggi direttamente la voce biografica; le modifiche saranno visibili in questa lista entro pochi giorni. Per chiarimenti vedi il progetto antroponimi. La lista contiene solo le 58 persone che sono citate nell'enciclopedia e per le quali è stato implementato correttamente il template Bio. Pagina aggiornata al 6 mag 2025. |

Questa è una lista di persone presenti nell'enciclopedia che hanno il nome Andrew e sono cestisti.

## A(5)
- Kenny Adeleke, ex cestista nigeriano (Lagos, n. 1983)
- Andrew Albicy, cestista francese (Sèvres, n. 1990)
- Andrew Alleyne, ex cestista barbadiano (n. 1968)
- Andy Anderson, cestista statunitense (Buffalo, n. 1945 - Tallahassee, † 2019)
- Andrew Andrews, cestista statunitense (Portland, n. 1993)

## B(4)
- Drew Barham, ex cestista statunitense (Memphis, n. 1989)
- Andrew Betts, ex cestista britannico (Coalville, n. 1977)
- Andrew Bogut, ex cestista australiano (Melbourne, n. 1984)
- Andrew Bynum, ex cestista statunitense (Plainsboro, n. 1987)

## C(2)
- Andy Campbell, ex cestista australiano (Melbourne, n. 1956)
- Drew Crawford, cestista statunitense (Naperville, n. 1990)

## D(3)
- Andrew DeClercq, ex cestista e allenatore di pallacanestro statunitense (Detroit, n. 1973)
- Andrew Drevo, ex cestista statunitense (Lincoln, n. 1981)
- Andy Duncan, cestista statunitense (Buford, n. 1922 - † 2006)

## F(3)
- Andrew Fields, ex cestista e allenatore di pallacanestro statunitense (Atlantic City, n. 1957)
- Andrew Fitzgerald, cestista statunitense (Baltimora, n. 1990)
- Andrew Funk, cestista statunitense (Warrington, n. 1999)

## G(4)
- Andrew Gaze, ex cestista e allenatore di pallacanestro australiano (Melbourne, n. 1965)
- Drew Gooden, ex cestista statunitense (Oakland, n. 1981)
- Drew Gordon, cestista statunitense (San Jose, n. 1990 - Portland, † 2024)
- Andrew Goudelock, cestista statunitense (Stone Mountain, n. 1988)

## H(2)
- Tyler Hansbrough, ex cestista statunitense (Poplar Bluff, n. 1985)
- Andrew Harrison, cestista statunitense (San Antonio, n. 1994)

## J(1)
- Andy Johnson, cestista statunitense (Los Angeles, n. 1932 - † 2002)

## K(3)
- Andrew Kennedy, ex cestista giamaicano (Kingston, n. 1965)
- Andy Kostecka, cestista statunitense (Newark, n. 1921 - Bethesda, † 2007)
- Andrew Kwiatkowski, ex cestista canadese (Cambridge, n. 1979)

## L(3)
- Andrew Lang, ex cestista statunitense (Pine Bluff, n. 1966)
- Andrew Lawrence, cestista britannico (Woking, n. 1990)
- Andrew Levane, cestista e allenatore di pallacanestro statunitense (Brooklyn, n. 1920 - Irmo, † 2012)

## M(2)
- Andrew Mavis, ex cestista canadese (Vancouver, n. 1976)
- Les Metzger, cestista statunitense (Scott City, n. 1925 - Denver, † 2013)

## N(4)
- Drew Naymick, ex cestista statunitense (Muskegon, n. 1985)
- Andrew Nembhard, cestista canadese (Aurora, n. 2000)
- Drew Nicholas, ex cestista statunitense (Hempstead, n. 1981)
- Andrew Nicholson, cestista canadese (Mississauga, n. 1989)

## O(2)
- Andy O'Donnell, cestista statunitense (Freeland, n. 1925 - Allentown, † 2019)
- A.J. Ogilvy, ex cestista australiano (Sydney, n. 1988)

## P(3)
- A.J. Pacher, cestista statunitense (Vandalia, n. 1992)
- Andy Panko, ex cestista statunitense (Harrisburg, n. 1977)
- Andy Phillip, cestista e allenatore di pallacanestro statunitense (Granite City, n. 1922 - Rancho Mirage, † 2001)

## R(3)
- Andy Rautins, ex cestista e dirigente sportivo canadese (Syracuse, n. 1986)
- Andrew Rice, ex cestista australiano (Redhill, n. 1980)
- Andrew Rowsey, cestista statunitense (Lexington, n. 1994)

## S(4)
- Andrew Smith, cestista statunitense (Pompano Beach, n. 1992)
- Andrew Smith, cestista statunitense (Washington, n. 1990 - Indianapolis, † 2016)
- Andrew Steinfeld, ex cestista canadese (New Westminster, n. 1970)
- Andrew Sullivan, ex cestista britannico (Londra, n. 1980)

## T(4)
- Drew Timme, cestista statunitense (Richardson, n. 2000)
- Andrew Toney, ex cestista statunitense (Birmingham, n. 1957)
- Andy Tonkovich, cestista statunitense (Wheeling, n. 1922 - Inverness, † 2006)
- Andy Toolson, ex cestista statunitense (Chicago, n. 1966)

## V(1)
- Andrew Vlahov, ex cestista australiano (Perth, n. 1969)

## W(5)
- Andy Walker, ex cestista e allenatore di pallacanestro statunitense (Queens, n. 1955)
- Andrew Warren, ex cestista statunitense (Indianapolis, n. 1987)
- Andrew White, cestista statunitense (Richmond, n. 1993)
- Andrew Wiggins, cestista canadese (Thorton, n. 1995)
- Andrew Wisniewski, ex cestista statunitense (New York, n. 1981)